# Jessica Cruz
Jessica Cruz is een personage en superheldin uit de strips van DC Comics. Ze was tegen haar wil in uitgekozen door de Ring of Volthoom om de tweede Power Ring te worden. Later werd ze een van de superhelden met de naam Green Lantern. Ze is bedacht door schrijver Geoff Johns en tekenaar Doug Mahnke, en maakte haar debuut in Justice League Vol. 2 #31 (augustus 2014).

## Biografie

### Achtergrond
Jessica Cruz en haar vrienden waren op jacht door de bossen toen ze plotseling twee maffialeden tegenkwamen die een dood lichaam aan het begraven waren. Omdat de mannen geen getuigen willen, vermoordden ze haar vrienden. Jessica wist te ontsnappen, maar was ernstig getraumatiseerd door de gebeurtenis, en sloot zich voor drie jaar op in haar huis door allerlei angststoornissen, waaronder agorafobie.

### The New 52
In de Forever Evil verhaallijn uit 2013, wordt de superschurk Power Ring - de dubbelganger van Green Lantern Hal Jordan uit een andere dimensie - vermoord door Sinestro. Zijn ring, de Ring of Volthoom, vliegt over de wereld op zoek naar een nieuwe drager. Omdat de Ring zich voedt met angst, kan het Jessica opsporen door haar trauma. In tegenstelling tot de voorgaande ringdragers, wil Jessica de Ring niet, maar ze wordt gedwongen hem te accepteren. De Ring martelt Jessica met fysieke en psychologische pijn, en laat Jessica haar stad aanvallen. Batman is in staat de Ring uit te schakelen nadat hij Jessica overtuigt om haar angsten te overwinnen. Niet veel later keert Hal Jordan terug uit de ruimte om haar te helpen met het beheersen van de Ring.
Als Darkseids dochter Grail op Aarde terechtkomt, valt ze Jessica aan en gebruikt haar ring om een portaal te openen naar Earth-Three, waardoor de Anti-Monitor op hun Aarde kan komen. Jessica, de Justice League en de slechte Justice League van Earth-Three, de Crime Syndicate, besluiten samen te werken en te vechten tegen de Anti-Monitor en Grail. Maar de Ring wordt wakker en neemt Jessica's lichaam en geest opnieuw over. Tijdens de confrontatie van de League tegen Grail en Darkseid, krijgt Grail het voor elkaar om de Flash te scheiden van de Black Racer, een avatar van de dood die op speedsters jaagt. Als ze beseft dat de Racer niet zal verdwijnen voordat het iemand heeft gedood, overtuigt Jessica Cyborg om Volthooms controle over haar lichaam voor een paar seconde te breken. Hierdoor kan Jessica tussen Flash en de Black Racer springen, waardoor de incarnatie van dood haar schijnbaar vermoordt. Jessica overleeft, en het blijkt dat de Black Racer Volthoom heeft gedood, en de Ring vergaat tot stof. Meteen daarna verschijnt een Green Lantern ring op het slagveld en verandert Jessica in een volwaardige nieuwe Green Lantern.

### DC Rebirth
In DC Rebirth ontmoet Jessica de andere Green Lantern van Aarde, Simon Baz. Zij en Simon kunnen eerst niet met elkaar opschieten, maar desondanks worden ze gedwongen om samen te werken door Hal Jordan, die zelf het Green Lantern Corps moet leiden. Jessica overwint haar twijfels of ze wel waardig is om een Lantern te zijn, en haar relatie met Simon verbetert.

## Krachten en vaardigheden
Jessica Cruz beschikt over de krachten die elke Green Lantern bezit via de Power ring. Hieronder valt het projecteren van groene energieconstructies, vliegen, en gebruik maken van verschillende andere vaardigheden door middel van haar krachtring die alleen door haar verbeelding en wilskracht beperkt wordt. Aanvankelijk had ze wat moeite met het maken van constructies met de ring, maar met behulp van Simon Baz heeft ze deze beperking overwonnen.
Jessica is ook een bedreven survivallist en kon drie jaar lang zelfstandig leven. Ze is net als haar zus erg behendig met een jachtgeweer.

## In andere media

### Films
- Jessica Cruz verschijnt in de film DC League of Super-Pets uit 2022, hierin werd ze ingesproken door Dascha Polanco. In de Vlaamse versie werd ze ingesproken door Charissa Parassiadis.
- Jessica Cruz verschijnt in de films LEGO DC Super Hero Girls: Super-Villain High (2018), LEGO DC Comics Super Heroes: Aquaman - Rage of Atlantis (2019) en LEGO DC: Shazam! Magic and Monsters (2020). De stem van Jessica Cruz werd hierin ingesproken door Cristina Milizia.
- Jessica Cruz verschijnt in de animatiefilm Justice League vs. the Fatal Five uit 2019, hierin werd ze ingesproken door Diane Guerrero.

### Televisieseries
- Jessica Cruz verscheen in de animatieseries Teen Titans Go! (2013), DC Super Hero Girls: Super Shorts (2019), DC Super Hero Girls (2019), Teen Titans Go! x DC Super Hero Girls: Space House (2021) en DC Super Hero Girls: Teen Power (2021). De stem van Jessica Cruz werd hierin ingesproken door Myrna Velasco.
- Jessica Cruz verscheen in de animatieseries DC Super Hero Girls (2015), hierin werd ze ingesproken door Cristina Milizia.